# Clayton Ince
Clayton Ince (n. Arima, Trinidad y Tobago, 13 de julio de 1972) es un exfutbolista trinitario que jugaba de portero y militó en diversos clubes de Trinidad y Tobago, Inglaterra y Escocia

## Selección nacional
Con la Selección de fútbol de Trinidad y Tobago, disputó 79 partidos internacionales. Incluso participó con la selección trinitaria en una sola edición de la Copa Mundial. La única participación de Ince en un mundial fue en la edición de Alemania 2006. donde su selección quedó eliminado, en la primera fase de la cita de Alemania.

### Participaciones en Copas del Mundo
| Mundial                        | Sede     | Resultado    |
| ------------------------------ | -------- | ------------ |
| Copa Mundial de Fútbol de 2006 | Alemania | Primera Fase |

## Clubes
| Club            | País              | Año         |
| --------------- | ----------------- | ----------- |
| Defence Force   | Trinidad y Tobago | 1991 - 1999 |
| Crewe Alexandra | Inglaterra        | 1999        |
| Dundee          | Escocia           | 2000        |
| Crewe Alexandra | Inglaterra        | 2000 - 2005 |
| Coventry City   | Inglaterra        | 2005 - 2006 |
| Walsall         | Inglaterra        | 2006 - 2010 |
| Ma Pau          | Trinidad y Tobago | 2010 - 2011 |
| T&TEC SC        | Trinidad y Tobago | 2011 - 2013 |